# Margareta av Österrike (drottning av Böhmen)
Margareta av Österrike, född 1204, död 1266, var en drottning av Tyskland och Böhmen, hertiginna av Österrike; gift 1225 med kung Henrik VII av Tyskland, och 1252 med kung Ottokar II av Böhmen, hertig av Österrike.

## Biografi
Margareta kröntes genom sitt första äktenskap med Henrik VII till Tysklands drottning år 1227. Henrik fängslades 1235 efter ett uppror mot sin far, och avled 1242. Under tiden levde Margareta i kloster i Würzburg. År 1246 dog hennes bror Fredrik II av Österrike barnlös. Margareta och hennes brorsdotter Gertrud, som var dotter till Fredriks bror, ansågs då båda överföra sina arv på eventuella makar, och Gertruds man Vladislav av Böhmen hyllades då som hertig i Österrike. Vladislav dog dock året därpå. 
År 1252 erkändes Ottokar II som monark i Österrike på villkor att han gifte sig med Gertrud eller Margareta. Ottokar valde Margareta, och paret hyllades sedan som hertig och hertiginna av Österrike. Ottokar försökte få sin son med Margaretas hovdam accepterad som sin tronarvinge, men då detta misslyckades lät han ogiltigförklara äktenskapet. Ottokar behöll sin ställning som Österrikes monark som Margaretas arvtagare och Margareta bosatte sig i Österrike med titeln hertiginna av Österrike och Styria och romarnas drottning.